# Greece International 2013
Die Greece International 2013 im Badminton fanden vom 16. bis zum 19. Mai 2013 in Loutraki statt.

## Sieger und Platzierte
| Disziplin    | Gold                           | Silber                               | Bronze                         |
| ------------ | ------------------------------ | ------------------------------------ | ------------------------------ |
| Herreneinzel | Misbun Ramdan Mohmed Misbun    | Jan Fröhlich                         | Richard Domke                  |
| Herreneinzel | Misbun Ramdan Mohmed Misbun    | Jan Fröhlich                         | Chetan Anand                   |
| Dameneinzel  | Linda Zechiri                  | Nicole Schaller                      | Soraya de Visch Eijbergen      |
| Dameneinzel  | Linda Zechiri                  | Nicole Schaller                      | Maja Tvrdy                     |
| Herrendoppel | Nikolaj Nikolaenko Nikolai Ukk | Đỗ Tuấn Đức Phạm Hồng Nam            | Emre Aslan Hüseyin Oruç        |
| Herrendoppel | Nikolaj Nikolaenko Nikolai Ukk | Đỗ Tuấn Đức Phạm Hồng Nam            | Jeppe Ludvigsen René Mattisson |
| Damendoppel  | Cemre Fere Neslihan Kılıç      | Alida Chen Soraya de Visch Eijbergen | Tilde Iversen Isabella Nielsen |
| Damendoppel  | Cemre Fere Neslihan Kılıç      | Alida Chen Soraya de Visch Eijbergen | Fatma Nur Yavuz Kader İnal     |
| Mixed        | René Mattisson Tilde Iversen   | Sinan Zorlu Neslihan Kılıç           | Henrik Tóth Laura Sárosi       |
| Mixed        | René Mattisson Tilde Iversen   | Sinan Zorlu Neslihan Kılıç           | Đỗ Tuấn Đức Lê Thu Huyền       |